# يوسف بن فيروز
يوسف بن فيروز كان الحاكم العسكري في عهد أتابكة دمشق البوريين. خدم ابن فيروز أولاً مع ظاهر الدين طغتكين ثم مع ابنه تاج الملك بوري بعد وفاة الأول عام 1128. في عام 1129، بدأ بوري وابن فيروز مذبحة بحق أنصار الإسماعيليين النزاريين، بدءاً بالمزدقاني، وزير طغتكين، عن طريق قتل أو طرد الحشاشين من المدينة. كان ابن فيروز مستشارًا مقربًا لبوري. لكن عندما خلف بوري ابنه شمس الملك إسماعيل، حاول الأخير قتل ابن فيروز لأنه خشي أن يكون ابن فيروز يخطط لقتله.